# Eccellenza 2019/2020
Soutěžní ročník Eccellenza 2019/2020 byl 29. ročník páté nejvyšší italské fotbalové soutěže. Jedná se o regionální ligu (19 provincií) z 28 skupin, v nichž hraje celkem 461 klubů. Soutěž se nedohrála kvůli pandemii covidu-19.

## Souhrn skupin
| Region                                                                | Vítězný klub                  | Další postupující klub | Sestupující kluby           |
| --------------------------------------------------------------------- | ----------------------------- | ---------------------- | --------------------------- |
| (Abruzzo) Eccellenza Abruzzo                                          | Castelnuovo Vomano            | –                      | Paterno                     |
| (Basilicata) Eccellenza Basilicata                                    | AS Lavello                    | Rotunda                | Latronico                   |
| (Kalábrie) Eccellenza Calabria                                        | San Luca                      | –                      | Trebisacce                  |
| (Kampánie) Eccellenza Campania – Skupina A                            | ASD Vis Afragolese 1944       | ASD Puteolana 1902     | Nuova Napoli Nord           |
| (Kampánie) Eccellenza Campania – Skupina B                            | Santa Maria Cilento           | –                      | Eclanese                    |
| (Emilia-Romagna) Eccellenza Emilia-Romagna – Skupina A                | ASD Gruppo Sportivo Bagnolese | –                      | Fiorano                     |
| (Emilia-Romagna) Eccellenza Emilia-Romagna – Skupina B                | Marignanese                   | –                      | Calcio Castrocaro           |
| (Furlansko-Julské Benátsko) Eccellenza Friuli-Venezia Giulia          | Manzanese                     | –                      | Primorje                    |
| (Lazio) Eccellenza Lazio – Skupina A                                  | Montespaccato                 | –                      | SSD Cynthia 1920            |
| (Lazio) Eccellenza Lazio – Skupina B                                  | Insieme Ausonia               | –                      | Pontinia                    |
| (Liguria) Eccellenza Liguria                                          | ASD Imperia                   | US Sestri Levante      | SC Molassana Boero 1918 ASD |
| (Lombardie) Eccellenza Lombardia – Skupina A                          | Busto 81                      | –                      | Fenegrò                     |
| (Lombardie) Eccellenza Lombardia – Skupina B                          | USD Casatese                  | AS Vis Nova Giussano   | Cologno                     |
| (Lombardie) Eccellenza Lombardia – Skupina C                          | Telgate                       | –                      | San Lazzaro                 |
| (Marche) Eccellenza Marche                                            | Castelfidardo                 | –                      | Sassoferrato Genga          |
| (Molise) Eccellenza Molise                                            | Comprensorio Vairano          | Tre Pini Matese        | Alliphae                    |
| (Piemont a Údolí Aosty) Eccellenza Piemonte-Valle d'Aosta – Skupina A | P.D.H.A.E.                    | –                      | Fulgor Ronco Valdengo       |
| (Piemont a Údolí Aosty) Eccellenza Piemonte-Valle d'Aosta – Skupina B | ASD HSL Derthona              | ACSD Saluzzo           | CBS Scuola Calcio           |
| (Apulie) Eccellenza Puglia                                            | Molfetta Calcio               | –                      | San Marco                   |
| (Sardinie) Eccellenza Sardegna                                        | ASD Carbonia Calcio           | –                      | La Palma                    |
| (Sicílie) Eccellenza Sicilia – Skupina A                              | Dattilo Noir                  | –                      | Alcamo                      |
| (Sicílie) Eccellenza Sicilia – Skupina B                              | ASD Paternò Calcio            | Sant'Agata             | SS Milazzo                  |
| (Toskánsko) Eccellenza Toscana – Skupina A                            | Pro Livorno Sorgenti          | –                      | Virtus Viareggio            |
| (Toskánsko) Eccellenza Toscana – Skupina B                            | Badesse                       | –                      | Rignanese                   |
| (Tridentsko-Horní Adiže) Eccellenza Trentino-Alto Adige               | AC Trento SCSD                | –                      | St. Martin M.I.P.           |
| (Umbrie) Eccellenza Umbria                                            | Tiferno Lerchi 1919           | –                      | nikdo                       |
| (Benátsko) Eccellenza Veneto – Skupina A                              | Sona                          | –                      | Team S.Lucia Golosine       |
| (Benátsko) Eccellenza Veneto – Skupina B                              | Union S.Giorgio Sedico        | –                      | Union Q.D.P.                |